# Jekaterina Aleksandrova
Jekaterina Jevgenjevna Aleksandrova (russisk: Екатерина Евгеньевна Александрова; født 15. november 1994 i Tjeljabinsk, Rusland) er en professionel kvindelig tennisspiller fra Rusland.